# Taenitis obtusa
Taenitis obtusa är en kantbräkenväxtart som beskrevs av William Jackson Hooker. Taenitis obtusa ingår i släktet Taenitis och familjen Pteridaceae. Inga underarter finns listade.